# 곰들쭉
곰들쭉(학명: Arctostaphylos uva-ursi 아르크토스타필로스 우바우르시[*])은 진달래과의 지피 식물이다. 러시아 극동에서 아일랜드에 이르는 유라시아 지역 및 캐나다에서 과테말라에 이르는 북·중미 지역에 분포한다. 학명은 속명 "아르크토스타필로스"와 종소명 "우바우르시"로 이루어져 있는데, 속명은 고대그리스어로 "곰"을 뜻하는 "아르크토스(ἄρκτος)"와 "포도"를 뜻하는 "스타퓔레(σταφυλή)"를 붙여 만들었으며, 종소명은 라틴어로 "포도"를 뜻하는 "우바(ūva)"와 "곰"을 뜻하는 "우르수스(ursus)"를 붙여 만들었다.

## 사진

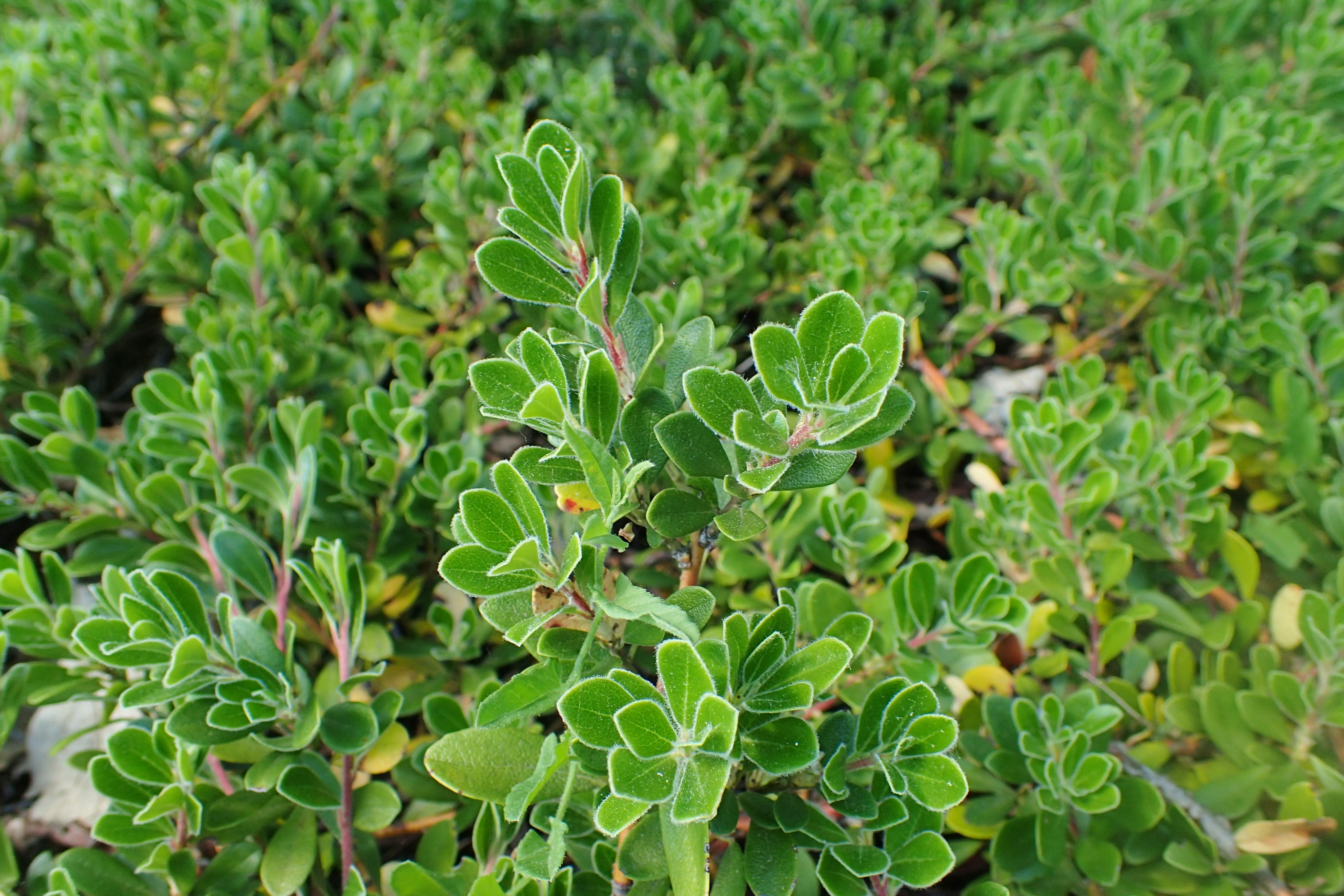
잎
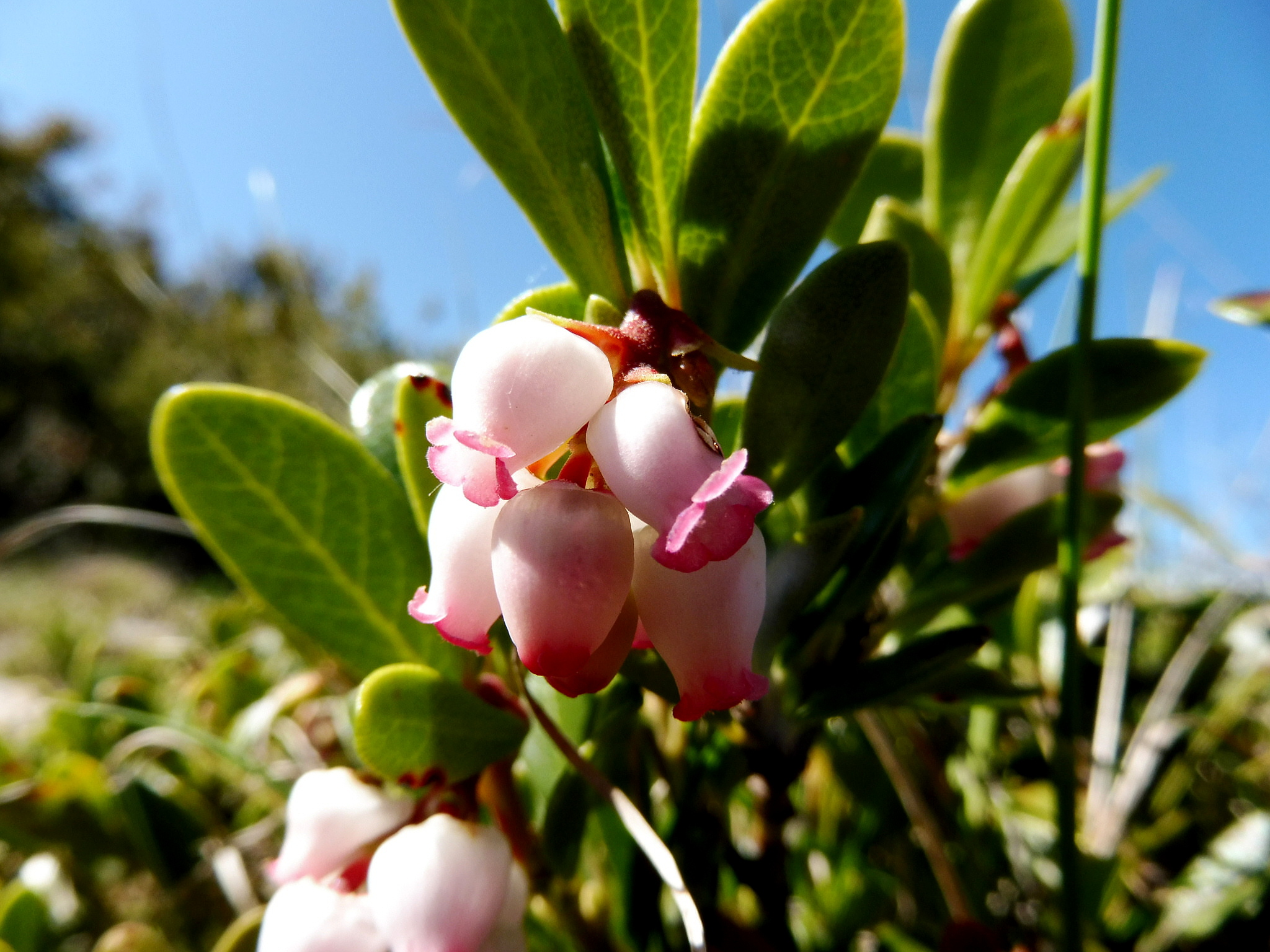
흰 꽃
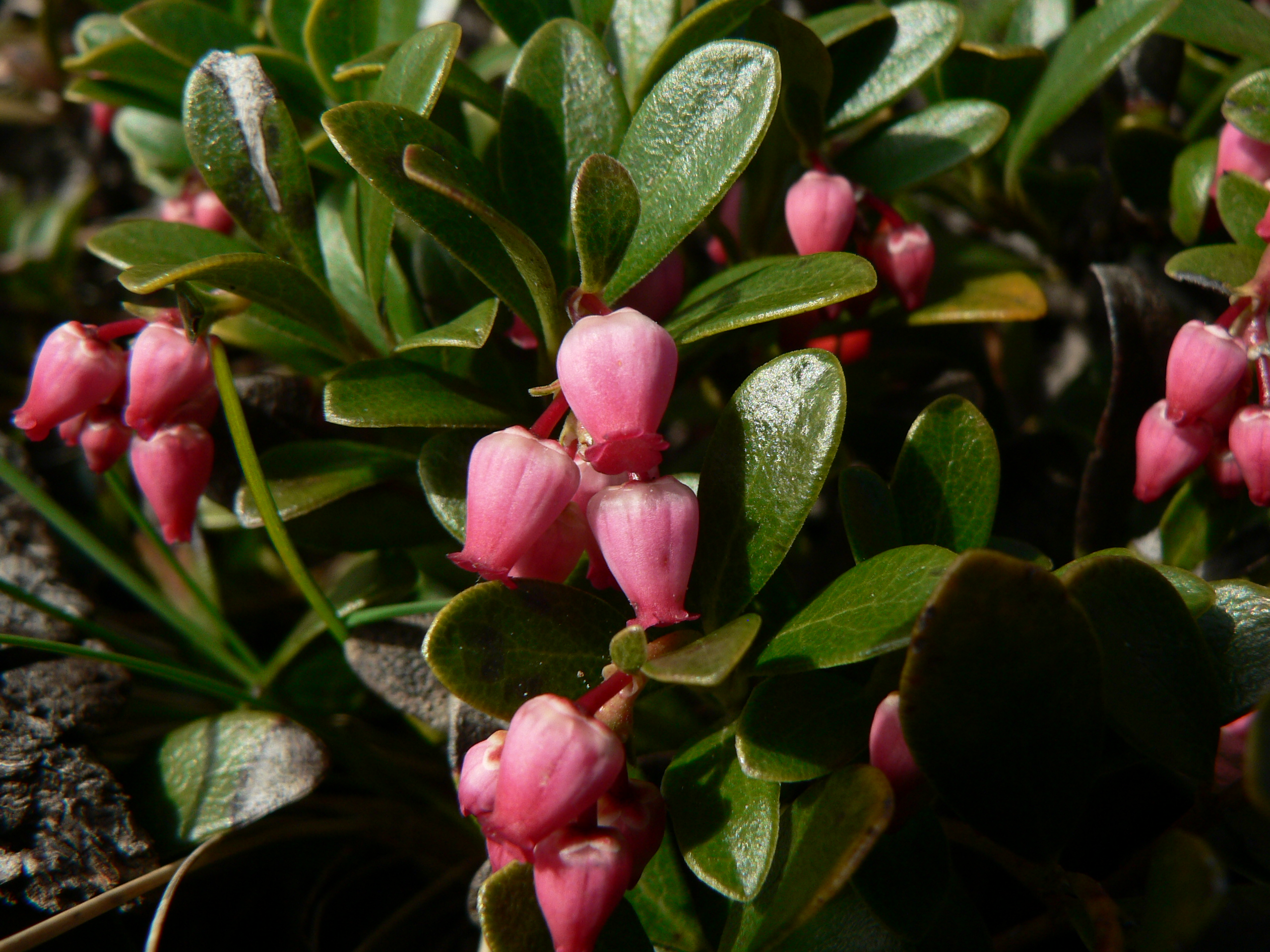
붉은 꽃
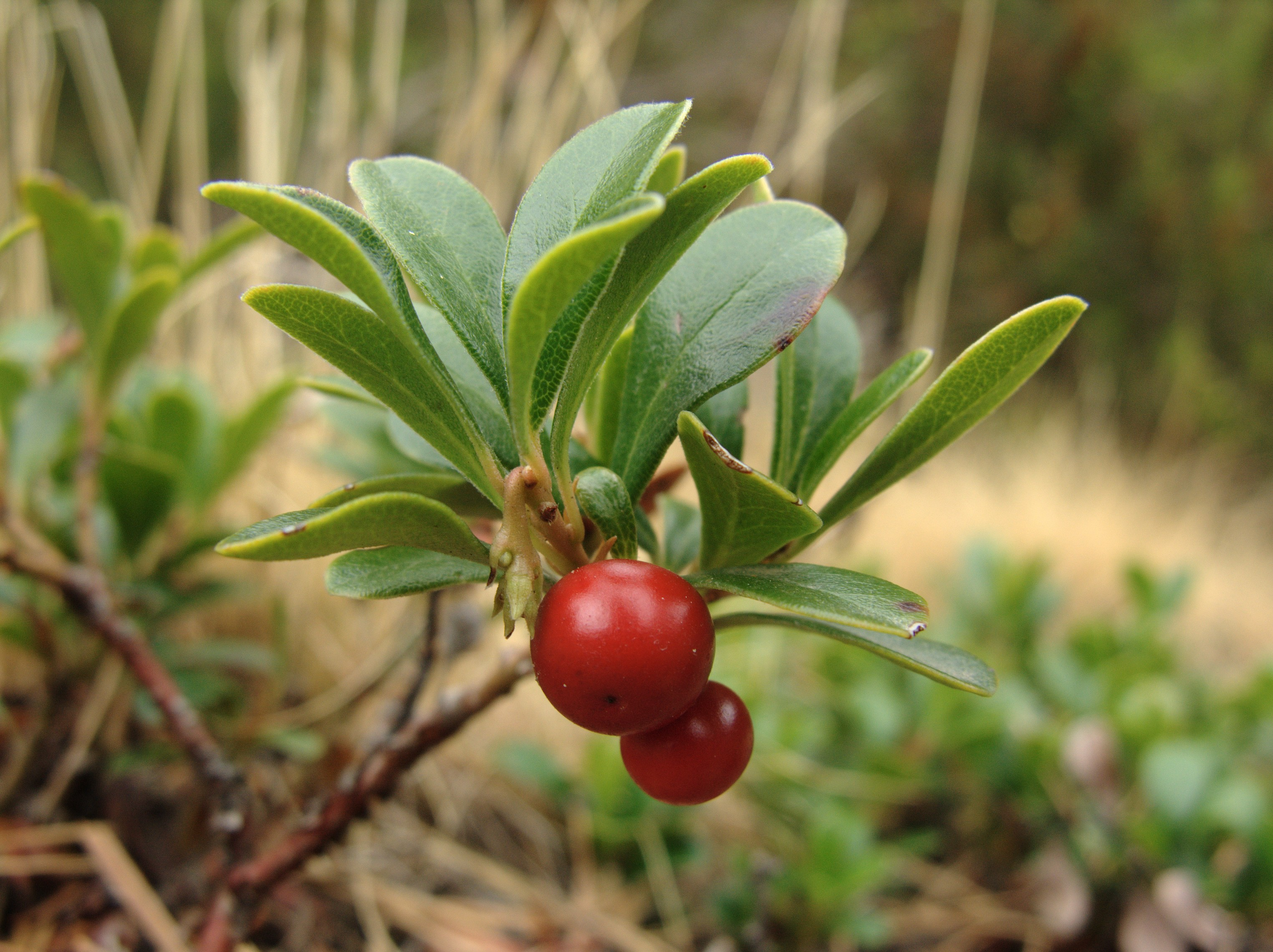
열매